# 独壇場Beauty
「独壇場Beauty」（どくだんじょうビューティー）は、日本のロックバンド、BUCK-TICKの29作目のシングル。2010年3月24日にアリオラジャパンから発売された。

## 解説
- フィギュア付き完全生産限定盤、DVD付き初回生産限定盤、通常盤の3パターンが発売された。フィギュアは「Japan Artist Figure」シリーズの第4弾。
- 2009年のホールツアーとスタンディングツアーの合間にレコーディングが行われた。
- 今井寿作詞曲がリードトラックとなるのは「Alice in Wonder Underground」以来3年ぶり2回目。
- カップリングの「Voo Doo」はアルバム未収録で、アルバムに収録されないシングルは「蜉蝣 -かげろう-」以来4年ぶり。シングルに星野英彦の楽曲が収録されるのも「蜉蝣 -かげろう-」以来4年ぶり。

## 収録曲
1. 独壇場Beauty (4:31)
  - 作詞・作曲：今井寿、編曲：BUCK-TICK

日本テレビ系ドラマ『GALACTICA/ギャラクティカ』エンディングテーマ。
楽曲のコンセプトとして今井は「エレクトロでノイジーでポップでパンクでディスコ」な感触を目指して作曲したという。『memento mori』のツアー中にはベースのリフのアイデアが生まれていたとのこと[2]。歌詞はレクイエムになっており、アルバム『RAZZLE DAZZLE』収録バージョンには「R.I.P.」の副題が付けられている。
2. Voo Doo (3:38)
  - 作詞：櫻井敦司、作曲：星野英彦、編曲：BUCK-TICK
3. 天使は誰だ (LIVE Ver.) (5:15)
  - 作詞・作曲：今井寿、編曲：BUCK-TICK

当初はデジタル・ダウンロードでは配信されていなかったが、サブスクリプションサービスを開始した2019年より購入可能となった[3]。

### 特典DVD
Tour memento mori -REBIRTH- 2009.10.11 Zepp Tokyo
1. Memento mori
2. Coyote
3. 地下室のメロディー
4. 極東より愛を込めて

## 参加ミュージシャン
- 櫻井敦司 - ボーカル
- 今井寿 - ギター、ノイズ、コーラス
- 星野英彦 - ギター、コーラス
- 樋口豊 - ベース
- ヤガミトール - ドラムス

### サポートミュージシャン
- 横山和俊 - マニピュレート、キーボード

## 収録アルバム
- 『RAZZLE DAZZLE』(#1 ※限定版付属のDVDには本曲のPVも収録)
- 『CATALOGUE ARIOLA 00-10』(#1 ※付属のDVDには本曲のPVも収録)
- 『CATALOGUE THE BEST 35th anniv. 』(#1 ※限定版付属のDVDには本曲のPVも収録)